# Oligoneura hasegawai
Oligoneura hasegawai är en tvåvingeart som beskrevs av Evert I. Schlinger 1971. Oligoneura hasegawai ingår i släktet Oligoneura och familjen kulflugor. Inga underarter finns listade i Catalogue of Life.